# Luciano Leggio
Luciano Leggio (mieux connu sous le nom de Liggio à la suite d'une mauvaise retranscription de son nom par un brigadier sur un document des années 1960), né le 6 janvier 1925 à Corleone, en Sicile et mort le 15 novembre 1993 à Nuoro, membre de la mafia sicilienne. Il était le chef de famille (capofamiglia) et chef de canton (capo mandamento) de la ville de Corleone. Les chefs mafieux de Corleone sont surnommés Corleonesi. Il a permis aux Corleonesi de s'imposer comme le clan dominant de Cosa Nostra en Sicile. Après avoir évité des condamnations pour une multitude de crimes, y compris des meurtres, il est emprisonné à vie en 1974.

## Jeunesse
Leggio grandit au sein d'une famille de dix enfants, dans une extrême pauvreté, dans une petite ferme. Il devient un délinquant à l'adolescence. Sa première condamnation, à l'âge de 18 ans pour avoir volé du maïs, est de six mois. À sa sortie de prison, il assassine l'homme qui est censé avoir témoigné contre lui. En 1945, il est recruté par le chef mafieux du village de Corleone, Michele Navarra, comme homme de main et tueur. La même année, il abat un ouvrier agricole pour prendre son travail, puis immédiatement après, il prend le contrôle de la ferme en demandant au propriétaire de signer un acte de vente avec une arme pointée sur la tête.
Luciano fait la connaissance de Salvatore Riina et l'initie au vol du blé et à la pratique du pizzo chez les agriculteurs des zones adjacentes.
Vers la fin des années 1940, alors qu'il est derrière les barreaux, il retrouve Salvatore Riina qui est âgé de 19 ans et qui est condamné à six ans pour homicide. Ils deviennent complices pour commettre des crimes à la sortie de prison de Riina. Ils rencontrent aussi un jeune criminel local, Bernardo Provenzano.
Le 10 mars 1948, le syndicaliste Placido Rizzotto est kidnappé par trois hommes en plein jour, avec de nombreux témoins affirmant que Leggio est l'un d'entre eux. L'année suivante, deux hommes confessent avoir aidé Leggio à kidnapper Rizzotto, à l'abattre et à le jeter dans un gouffre de soixante mètres. La police retrouve trois corps, dont le corps de Rizzotto. Leggio est arrêté pour meurtre. Mais après avoir passé deux ans derrière les barreaux, il est relâché et les accusations sont abandonnées lorsque les témoins refusent de témoigner. Ses deux complices sont assassinés. Leggio entre dans la clandestinité ayant été mis en accusation pour l'assassinat de Rizzotto. Il fait face à deux procès par contumace pour le meurtre du syndicaliste, mais est acquitté par manque de preuves.

## Manière d'être
Beaucoup de repentis décrivent Leggio comme étant très instable, violent, et vaniteux. Selon Tommaso Buscetta, durant des réunions avec d'autres parrains mafieux de Palerme, Leggio insiste pour corriger les fautes grammaticales faites par Gaetano Badalamenti lorsque celui-ci essaye de parler l'italien plutôt que sa langue sicilienne natale. Leggio aime apparemment se faire appeler « Professeur », comme s'il était un intellectuel, bien que, comme d'autres Corleonesi, il soit peu instruit. Leggio a quitté l'école à 9 ans et est resté illettré jusqu'à ce qu'il devienne adulte. Il a tendance à arborer des costumes hors de prix lors de ses apparitions devant les tribunaux, portant souvent des lunettes de soleil et fumant le cigare.

## Ascension vers le pouvoir
Leggio crée bientôt sa propre faction de mafieux qui lui sont loyaux, incluant Riina et Provenzano. En 1956, sa faction entre en guerre contre Michele Navarra chef des Corleonesi, et ses affidés. Un soir de juin 1958, Leggio est en train de marcher dans un champ lorsque les hommes de Navarra lui tirent dessus. Il arrive à fuir en étant légèrement blessé à la main.
Deux mois plus tard, le 2 août, Leggio, Riina et Provenzano et d'autres tueurs se mettent en embuscade juste en-dehors de Corleone. Michele Navarra arrive, au volant de sa voiture, au coin et les tueurs ouvrent le feu, criblant la voiture de 200 impacts de balles. Navarra meurt instantanément avec un ami présent dans la voiture (non lié à la mafia). Navarra rendait visite à un autre médecin, Giovanni Russo. Leggio se proclame lui-même parrain de Corleone et sur les cinq années suivantes lui et ses hommes se mettent en chasse et assassinent plus de 50 hommes du clan Navarra.
Leggio et sa faction en sortent victorieux et prennent place au sein de la Commission de la mafia. Cependant, l'augmentation de la violence à Corleone, couplée au massacre de Ciaculli en relation à une guerre entre mafieux donne lieu à une répression contre la mafia en 1963, obligeant Leggio et ses associés à la clandestinité.

## Acquittements successifs
Dans les années 1960 et au début des années 1970, Leggio n'a de cesse d'accroître le pouvoir des Corleonesi assassinant quiconque se met sur son chemin. En particulier, en convoitant le contrôle du raffinage et du trafic d'héroïne qui devient une énorme source de revenu pour Cosa nostra. 

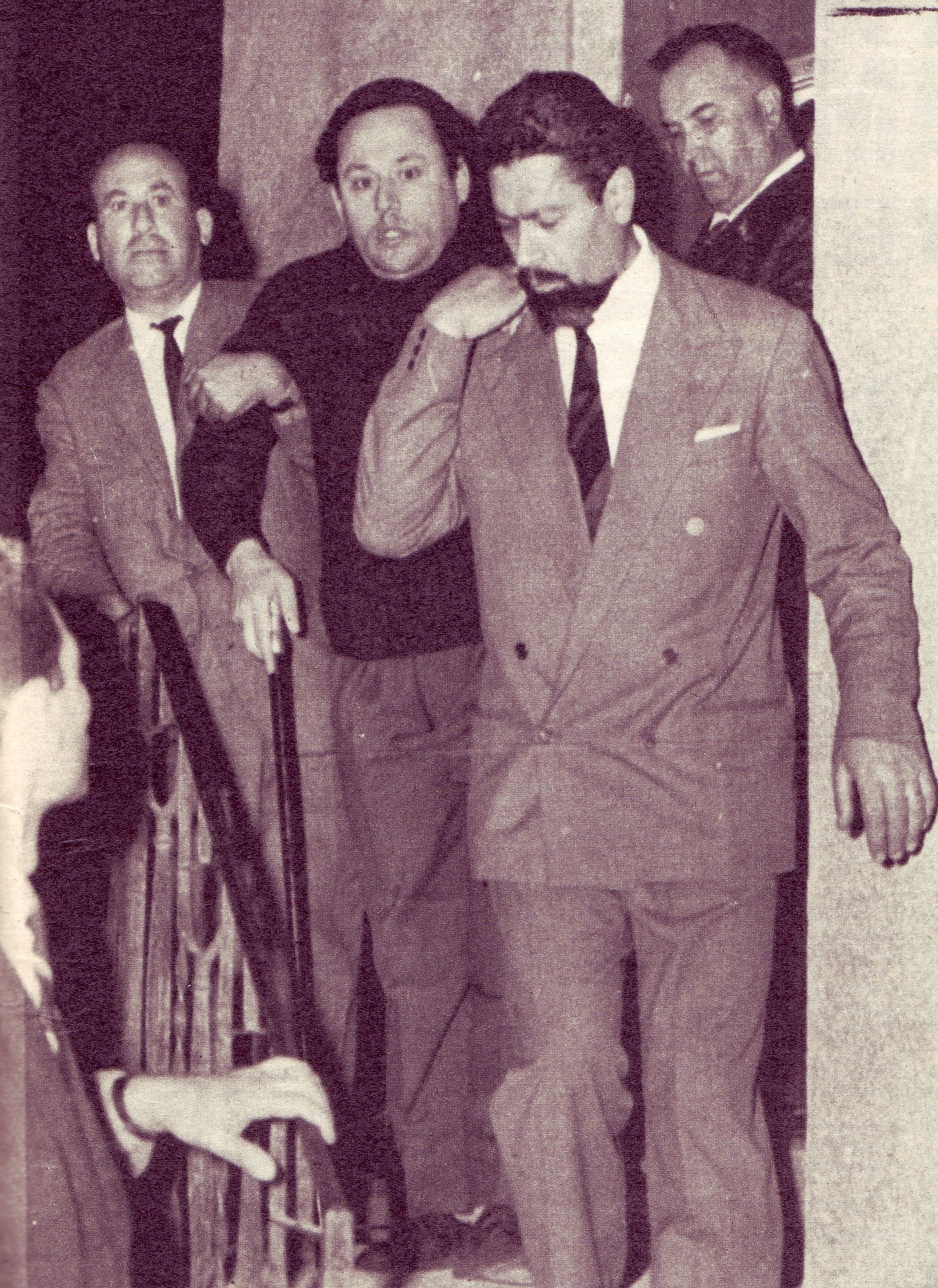
Arrestation de Liggio à son domicile en 1964

Il est capturé à Corleone en mai 1964 (il est interpellé en compagnie de l'ancienne fiancée de Placido Rizzotto, qui l'avait accusé du meurtre de ce dernier). Il est transféré loin de Corleone. Il se plaint de sa mauvaise santé (il a le Mal de Pott), de son vieil âge (à l'époque, il n'a que 39 ans), et de se sentir persécuté et de ne rien savoir de la mafia. Le premier procès l'accuse du meurtre de Navarra et des membres de sa faction en 1958, et se termine par un acquittement faute de preuves. Un autre procès a lieu à la fin de l'année 1968 avec 113 autres accusés en relation à la guerre de la mafia qui a suivi le massacre de Ciaculli. Cependant, « le procès des 114 », aboutit à dix condamnations, les 104 restants dont Leggio, sont acquittés.
Il n'est pas encore relâché qu'un autre procès a lieu en 1969. Il est accusé de l’assassinat de neuf hommes de Navarra. Il est jugé avec plus de 60 autres Corleonesi incluant Salvatore Riina, qui est un des 2 000 mafiosi interpellés après la flambée de violence du début de la décennie.  
Le procès est considéré comme une farce, avec des tentatives flagrantes d'intimidation des témoins et des preuves falsifiées. Par exemple, des fragments d'un phare de voiture cassé trouvé sur le lieu d'assassinat de Navarra qui a été identifié comme une Alfa Romeo appartenant à Leggio. Au moment du procès, les bris ont été remplacés par des bris d'un phare d'une voiture d'une marque différente. Les juges et les procureurs ont reçu des lettres anonymes de menaces de mort.
En fin de compte, tous les accusés sont acquittés.

## En fuite sur le continent italien
Immédiatement après le procès, qui prend fin en juillet 1969, un magistrat nommé Cesare Terranova fait appel contre l’acquittement de Leggio pour l'assassinat de Navarra. En décembre 1970, Leggio est finalement condamné par contumace à la prison à vie pour ce meurtre. En juillet 1969, après avoir eu vent qu'un nouveau procès se préparait, Leggio s'est rendu dans une clinique privée à Rome pour traiter un mal de Pott, qui l'oblige à porter un corset. Quand la police vient l'arrêter en janvier 1971, il s'est déjà évanoui dans la nature. Le fait qu'il n'ait pas été interpellé durant son séjour de 7 mois dans la clinique fait scandale en Italie, de même ses acquittements répétés.
En 1970, Leggio se rend à Zurich, Milan et Catane pour assister à des réunions avec les autres parrains pour discuter de la reconstruction de la « Commission » et sur l'implication de la mafia sicilienne dans le Golpe Borghese. Durant ces réunions, Leggio prend la succession de Cicchiteddu et forme un « triumvirat » avec comme patrons provisoires Stefano Bontate et Gaetano Badalamenti pour reconstruire la « Commission », bien que Leggio en fuite, se fasse représenter par son adjoint Salvatore Riina parce qu'ils avaient déménagé à Milan.
Il existe de nombreuses suspicions sur la corruption de nombreux fonctionnaires de police ou de la justice, notamment sur le procureur général de Sicile, Pietro Scaglione, qui est abattu en 1971. Les repentis Tommaso Buscetta et Salvatore Contorno ont témoigné que Leggio a personnellement abattu Scaglione parce qu'il n'a pas voulu acquitter un parrain rival corleonesi ou bien que Leggio ne voulait pas laisser vivante une personne qui connaissait autant de secrets. Leggio est plus tard mis en accusation pour ce meurtre mais il est acquitté faute de preuves.
Il se rend à Milan où il dirige un réseau de kidnapping très profitable. Il ordonne l'enlèvement contre rançon d'Antonino Caruso, fils de l'industriel James Caruso, et celui du fils du fabricant Francesco Vassallo à Palerme. Il organise l'enlèvement de l' industriel Peter Torielli à Vigevano et celui du comte Luigi Rossi de Montelera à Turin. Il est aussi impliqué dans le célèbre enlèvement de John Paul Getty III, grâce à ses liens avec Mico Tripodo, patron de la 'Ndrangheta. Au début de l'année 1973, il rend visite à un mafieux, Damiano Caruso, pour l'assassinat d'un de ses amis des années auparavant. Caruso disparaît tout comme sa petite amie et sa fille de 15 ans. Selon de nombreux informateurs, Leggio aurait tué Caruso. Et lorsque sa petite amie et sa fille seraient venues demander des comptes, il les aurait violées et étranglées.

## Emprisonnement à vie
Il est capturé à Milan le 16 mai 1974, la police locale le localise en mettant sur écoute son téléphone. Leggio effectue finalement sa condamnation à vie pour l'assassinat de Navarra.
Il est censé avoir eu une certaine influence sur la mafia même derrière les barreaux, comme d'autres mafieux après leurs emprisonnements. Cependant, son lieutenant Salvatore Riina prend le contrôle du clan Corleonesi.
Ayant grandi dans la pauvreté, au moment de son arrestation Leggio était devenu multimillionnaire en dollars. En 1977, il est mis en accusation avec d'autres mafieux pour d'anciens crimes sur la base du témoignage de Leonardo Vitale. Il est acquitté ainsi que tous les autres, excepté l'oncle de Vitale, la défense ayant remis en question l'état mental de Vitale.
Lors du maxi-procès de Palerme en 1986/1987, Leggio est accusé d'avoir autorisé l'assassinat du procureur Cesare Terranova qui est abattu en 1979. Il se défend lui-même, se confrontant à Tommaso Buscetta et d'autres reprentis. Il affirme être emprisonné pour des raisons politiques. Il est finalement acquitté par manque de preuves, ce qui n'annule pas sa condamnation à vie. Il retourne dans une prison de haute-sécurité en Sardaigne. 
Le 16 novembre 1993, il meurt d'une attaque cardiaque en prison à Nuoro en Sardaigne, à l'âge de 68 ans. Il est enterré à Corleone.